# El Tepozán Dos
El Tepozán Dos är en ort i Mexiko.   Den ligger i kommunen San Felipe och delstaten Guanajuato, i den centrala delen av landet, 300 km nordväst om huvudstaden Mexico City. El Tepozán Dos ligger 2 034 meter över havet och antalet invånare är 248.
Terrängen runt El Tepozán Dos är platt västerut, men österut är den kuperad. Runt El Tepozán Dos är det ganska glesbefolkat, med 31 invånare per kvadratkilometer. Närmaste större samhälle är San Felipe, 14,0 km norr om El Tepozán Dos. Trakten runt El Tepozán Dos består i huvudsak av gräsmarker.